# Lukas Nerurkar
Lukas Nerurkar (Addis Abeba, 14 november 2003) is een Brits wielrenner die anno 2024 rijdt bij EF Education-EasyPost.

## Carrière
Nerurkar groeide op in Ethiopië en is een zoon van voormalig marathonloper Richard Nerurkar. Hij nam net als zijn vader deel aan langeafstandswedstrijden in het hardlopen. In 2022 ging hij rijden bij de Britse wielerploeg Trinity Racing. In 2022 nam hij onder andere deel aan de Ronde van Groot-Brittannië. Hij startte in 2023 met een zesde plaats in het eindklassement van de O Gran Camiño, achter Jonas Vingegaard. Door zijn goede eindklassering schreef hij het jongerenklassement van deze ronde op zijn naam. Later in 2023 won hij een etappe in zowel de Orlen Nations Grand Prix als de Giro Next Gen. Zijn resultaten in 2023 leverde hem een eerste profcontract op vanaf 2024, hij ging rijden bij het Amerikaanse EF Education-EasyPost.

## Palmares
2023
Jongerenklassement O Gran Camiño
2e etappe Orlen Nations Grand Prix
5e etappe Giro Next Gen
2024
Jongerenklassenement Ronde van Kyushu

### Resultaten in voornaamste wedstrijden
|      | \| Jaar \| Parijs-Roubaix \| Amstel Gold Race \| Clásica San Sebastián \| \| ---- \| -------------- \| ---------------- \| --------------------- \| \| 2024 \| opgave \| 114e \| \| \| 2025 \| \| \| 17e \| |                  |                       |
| Jaar | Parijs-Roubaix | Amstel Gold Race | Clásica San Sebastián |
| 2024 | opgave | 114e             |                       |
| 2025 | |                  | 17e                   |

## Ploegen
- 2022 –  Trinity Racing
- 2023 –  Trinity Racing
- 2024 –  EF Education-EasyPost
- 2025 –  EF Education-EasyPost

Amador · Beloki · Bettiol(tot 14/8) · Bissegger · Carapaz · Carr · Carthy · Cepeda · Chaves · Costa · de Bod · Doull · Healy · Honoré · Nerurkar · Piccolo(tot 21/6) · Powless · Quinn · Rafferty · Rootkin-Gray · Rutsch · Ryan · Shaw · Steinhauser · Sweeny · Todome · Urán · Valgren · van den Berg · van der Lee · Hlady (stagiair) · Lovidius (stagiair)